# Amatitlania nigrofasciata
Amatitlania nigrofasciata (Günther, 1867) è un pesce d'acqua dolce appartenente alla famiglia Cichlidae.

## Riproduzione
Durante il periodo riproduttivo la livrea si intensifica. La coppia provvede a ripulire alcune aree, scavando sul fondo sabbioso o ripulendo una roccia ben protetta. La fecondazione è esterna: la femmina depone dalle 100 alle 150 uova, che provvede a curare fino alla schiusa, mentre il maschio monta bellicosamente la guardia intorno al nido. Una volta nati, gli avannotti sono guardati e protetti dai genitori per alcune settimane, spesso spostati in altri nidi precedentemente preparati.

## Alimentazione
Questa specie si nutre di anellidi, piccoli crostacei, insetti e pesci.
In cattività si adatta facilmente al mangime granulare e in scaglie.

## Acquariofilia
Ciclide molto interessante, è ampiamente diffuso, commercializzato e apprezzato in tutto il mondo.
Si possono trovare diverse varianti cromatiche, tra cui il blu, il marble e la variante xantica.
Recentemente è apparso il blue tiger parrot fish, sicuramente derivante da questa specie.